# さるさる日記
さるさる日記（さるさるにっき）は、かつてGMOメディアが運営していた無料レンタルWeb日記サービスである。1999年6月18日にサービス開始。レンタルWeb日記の草分け的存在であった。
2011年6月30日にサービスを終了した。
ユーザー数は2009年時点で約15万であった。一般的なブログとの違いは、トラックバック機能やコメント機能がないこと、「日記」の名のとおりページ生成が記事単位ではなく日単位であることなどが挙げられる。
2001年から開始された有料版サービスでは、年額3,780円でバナー広告非表示、テレホタイムの更新、さるアイコン非表示といった特典があった（有料サービス開始当初の内容）。

## 主な機能
- アクセスカウンター
- 本文の文字装飾、画像挿入
- 日記デザインの設定（背景画像の設定、背景色・見出し色・文字色など）
- テーマ別アクセスランキング
- 更新された場合、登録読者に電子メールで通知される

## 沿革
- 1999年
  - 6月18日 - サンプル日記オープン。
  - 6月24日 - レンタル開始。
- 2001年9月10日 - 有料版サービス開始。
- 2004年8月4日 - さるさる日記を運営していた有限会社フォーバル（2005年3月14日以降はGMOブログ株式会社に改名[2][3]）がグローバルメディアオンライン株式会社（後のGMOインターネット→GMOインターネットグループ）との間に、その子会社となる契約を結ぶ（実際の株式交換は9月中旬）[10][1]。
- 2007年4月27日 - 有料版サービスの新規受付・継続受付を終了（無料サービスは継続していた）。
- 2011年
  - 5月9日 - 同年6月末をもってサービス終了することを発表[9]。新規の日記作成を終了[9]。
  - 6月30日 - 同日12時をもってサービス終了[9]。